# Научная библиотека Эрмитажа
Научная библиотека Эрмитажа (Библиотека Зимнего дворца) — составная часть Государственного Эрмитажа, один из его научных отделов. Основанная в 1762 году Екатериной II, является крупнейшей в России и одной из старейших музейных библиотек искусствоведческого профиля.

## История и описание

### Библиотеки Зимнего дворца

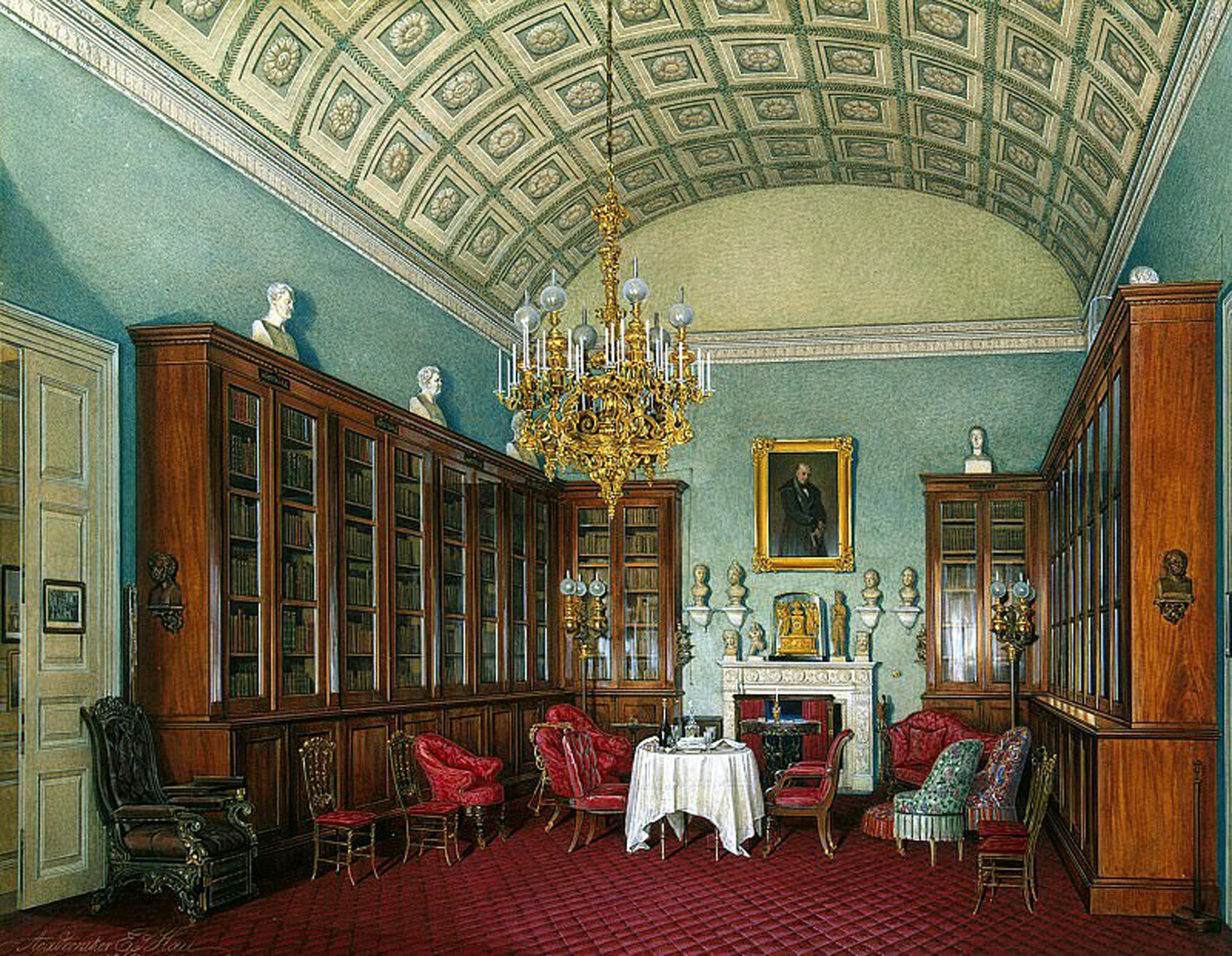
Эдуард Гау. Из серии Виды залов Зимнего дворца. Библиотека императора Александра II, 1867, акварель

По времени, создание библиотеки произошло прежде, чем была организованна картинная галерея Зимнего дворца. Исходной датой основания Научной библиотеки Эрмитажа принято называть 27 июля 1762 год, от дня учреждения Екатериной II должности унтер-библиотекаря для личной коллекции книг. В должности библиотекаря собственной Ее Императорского Величества комнатной библиотеки был утверждён капитан А. А. Константинов (1728–1808), произведённый одновременно в надворные советники.
Императрица охотно работала с разными изданиями и хорошо знала состав собственной библиотеки. О характере её отношения к книгам свидетельствовали как российские, так и иностранные гости. Одни из первых впечатлений об Эрмитажной библиотеке оставил британский историк Уильям Кокс, посетивший Санкт-Петербург в 1780-е годы: императрица, если не болела или не путешествовала, работала в собственной библиотеке с трех до пяти часов дня почти ежедневно.
Кроме французских книг императрица охотно приобретала, через посредников, исторические труды и рукописи, литературу по генеалогии, тексты пьес на немецком и французском языках.
В числе наиболее значительных поступлений того времени: Библиотека Вольтера (около 6800 томов книг и рукописей) и Библиотека Дидро.

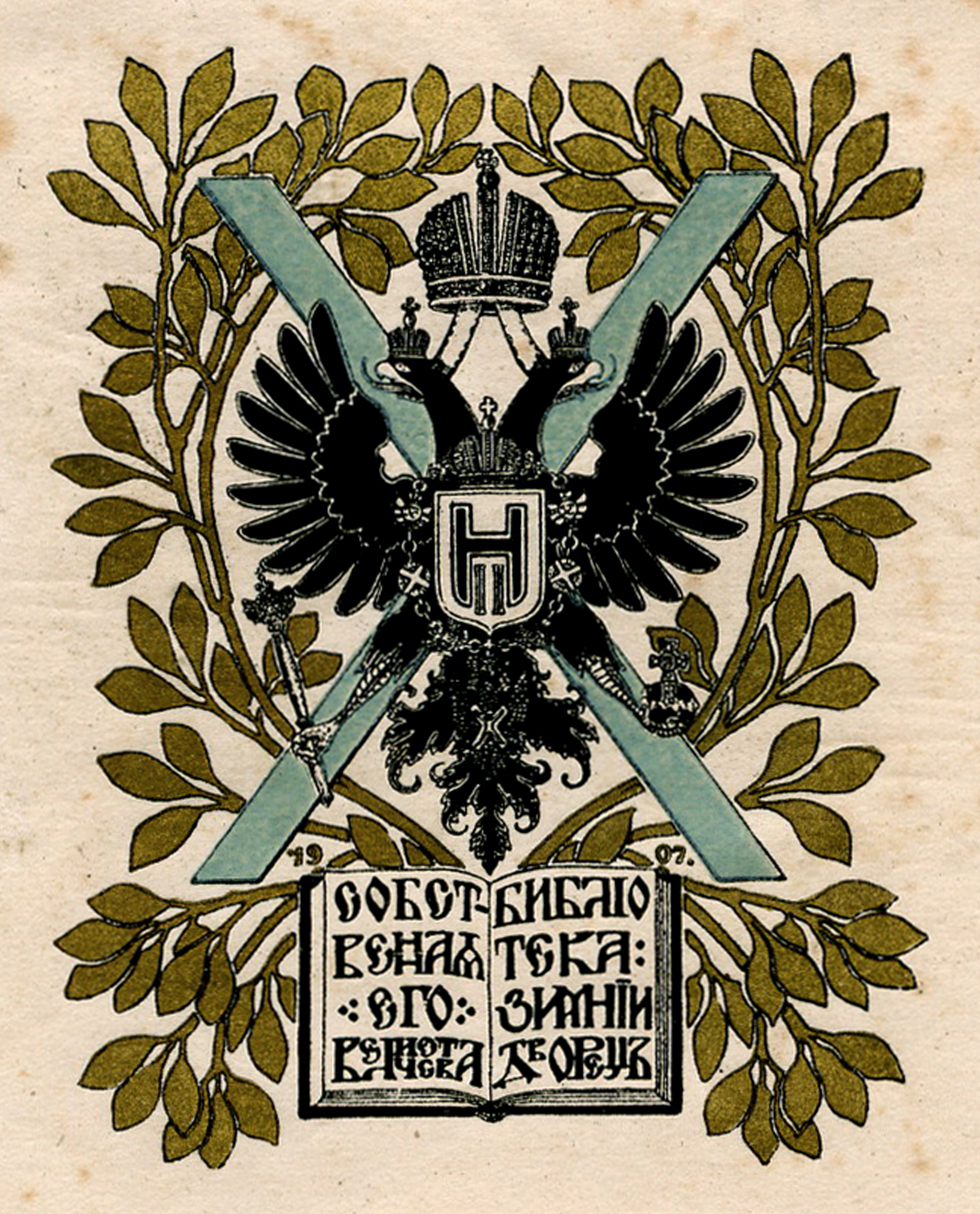
Арминий Евгеньевич фон Фёлькерзам. Экслибрис Библиотеки Зимнего дворца, 1907

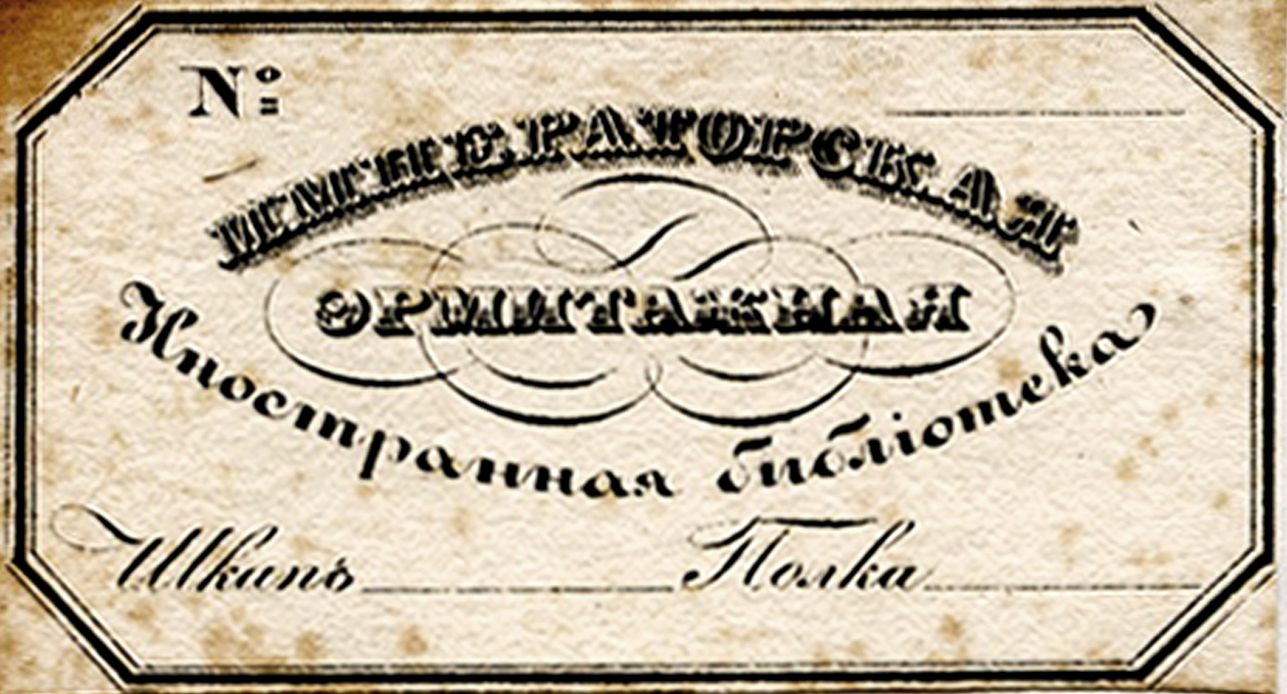
Императорская Эрмитажная иностранная библиотека. Экслибрис, 1830-e

Для Библиотеки Вольтера (фр. La Bibliothèque de Voltaire) во дворце был выделен специальный зал в Эрмитаже.
В верхнем етаже Ермитажа библиотека г. Вольтера, купленная монархинею в 1779 году от наследницы его, занимает зал, в средине которого находятся несколько шкафов, покрытых большою четвероугольною доскою. На доске стоит бронзовый бюст Вольтера с большою моделью замка Фернея и принадлежавших к оному садов. Сие книгохранилище содержит по большей части исторические творения и сверх того также книги философические и словесных наук, равным образом и богословные, но в меньшем числе. Большая часть оных на Французском, меньше на Аглинском и Италианском, а на других языках еще того меньше. Число частей составляет 6760, из коих большая часть в хорошем Французском переплете
При Николае I доступ к ней был закрыт; только А. С. Пушкин, по особому распоряжению царя, был туда допущен в ходе его работы над «Историей Петра I».
В 1861 году по распоряжению Александра II библиотека Вольтера была переведена в Императорскую публичную библиотеку.
На сегодня в коллекции Эрмитаже сохранилось девять книг Библиотека Вольтера.
Библиотека Дидро (фр. La Bibliothèque de Diderot) — частная библиотека французского писателя, философа-просветителя и энциклопедиста Дени Дидро. Была приобретена у него российской императрицей Екатериной II в 1765 году, но из уважения к его личности оставлена в Париже, с сохранением за её создателем права на пожизненное пользование книгами из неё, а сам Дидро был назначен её библиотекарем. В октябре 1785 года, уже после смерти философа, его библиотека была привезена в Санкт-Петербург и выставлена в одном из залов Эрмитажа. Однако как целостное собрание эта библиотека до нас не дошла.
На сегодня в коллекции Эрмитаже сохранилось 25 экземпляров книг из собрания Дидро.

### Научная библиотека Эрмитажа

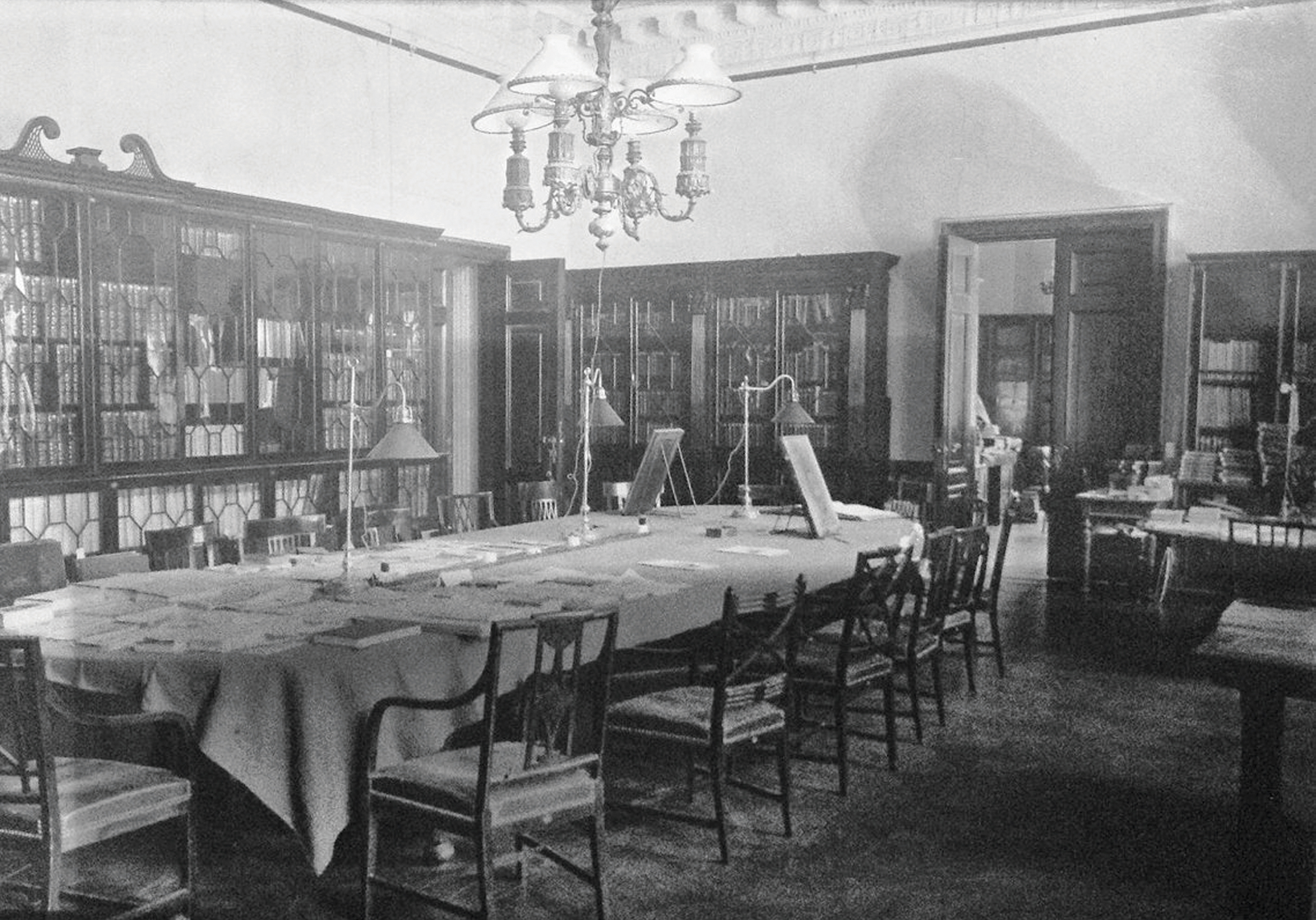
Читальный зал Научной библиотеки Эрмитажа, 1920-е, фотография

В 1923 году началась работа по проверке и перемещению книг из библиотек в Зимнем дворце в отведенное для центрального книгохранилища помещение — Южный павильон Малого Эрмитажа.
В это же время в ее фонды стали передаваться книги из национализированных частных и учрежденческих библиотек. С 1924 года началась передача библиотеки Центрального рисовального училища барона А.Л.Штиглица (1814–1884). Эрмитаж получил замечательную коллекцию литературы по прикладному искусству.
В 1927 году вернулась библиотека великого князя Владимира Александровича (1847–1909), в прошлом — часть книжного собрания императора Александра II (1818–1881). Два года спустя, в 1929 году, из Строгановского дворца была передана библиотека его владельцев, графов Строгановых. Из этого собрания в библиотеку Эрмитажа поступила книга, существующая в единственном экземпляре: «История города Тулы мещанина Абрама Булыгина», изданная в конце XVIII века.
С 1930-х годов библиотека Эрмитажа стала принимать книги из собраний сотрудников музея
Одним из первых хранителей фондов библиотеки Эрмитажа (1926—1929) стал Иван Андреевич Гальнбек, бывший до того старшим библиотекарем Училища технического рисования барона фон Штиглица.
На сегодняшний день библиотечный фонд Научной библиотека Эрмитажа насчитывает свыше 800 000 томов изданий по истории и теории искусства и архитектуры, историческим наукам, истории Санкт-Петербурга; книги, брошюры и журналы, опубликованные на русском, а также многих европейских и восточных языках.
Читальные залы и фонды Научной библиотеки расположены в здании Малого Эрмитажа. Сохранилось значительное число мебели из императорских библиотек и кабинетов. Интерьеры помещений, в середине XIX века, задокументированы в акварелях Эдуарда Гау (тогда в этих залах располагались покои цесаревича Николая Александровича).
Из части окон библиотеки открывается вид на Дворцовую площадь, из другой части на Висячий сад Малого Эрмитажа.
Научная библиотека состоит из Центральной библиотеки и восьми филиалов: библиотека Отдела Античного мира; библиотека Отдела западноевропейского изобразительного искусства и Отдела западноевропейского прикладного искусства; библиотека Отдела Востока; библиотека Отдела археологии Восточной Европы и Сибири; библиотека Отдела истории русской культуры; библиотека Музея Императорского фарфорового завода; библиотека Отдела нумизматики; библиотека Дворца Меншикова.
Заведующий Научной библиотекой Государственного Эрмитажа, кандидат исторических наук, — Евгений Викторович Платонов. Заместитель заведующего — Ольга Георгиевна Зимина.

### Сектор редких книг
Сектор редких книг и рукописей библиотеки содержит более 10 000 редких изданий ХIV — XXI веков: европейские и русские рукописи, русская и западная старопечатная книга, редкие библиофильские издания начала XX в. (в т.ч. «Книга маркизы» Константина Сомова), книги художника (в т.ч. «Ковчег» Сергея Якунина и «Город как субъективность художника»), коллекция экслибрисов, коллекция художественных переплетов, уникальные по оформлению «подносные» экземпляры из императорских библиотек, автографы выдающихся людей России и Европы.
Первопечатные издания: «Острожская Библия» (издатель Иван Фёдоров, Острожская типография, 1581), «Лексикон славеноросский» (Памва Берында, переиздание типографии Богоявленского Кутеинского монастыря, 1653), «Руно оршенное» (Чернигов, типография Ильинского монастыря, 1691) и ряд других.
Есть незначительное количество инкунабул, в их числе: «Великая греческая этимология» (Захария Калиергос. Венеция, 1499), «Хроника Констанцского собора» (Ульрих фон Рихенталь нем. Chronik des Konstanzer Koncils. Аугсбург, 1483), «Эклоги Феокрита» (Феокрит. Вена, типография Альда Мануция старшего).

## Видеосюжеты
- «Сегодня в Санкт-Петербурге». Ценное приобретение (Научная библиотека Эрмитажа отмечает 100-летие коллекции Штиглица в своем архиве). НТВ Корреспондент Лана Конокотина. 26 февраля 2024.
- «Сегодня в Санкт-Петербурге». Арсенал, музей, библиотеки: Эрмитаж строит куб, который станет частью современного фондохранилища / НТВ. Корреспондент Лана Конокотина. 16 августа 2023.
- «Эрмитаж. Говорим и показываем». Сокровища императорских книжных коллекций. В гостях Евгений Платонов, заведующий Научной библиотекой Государственного Эрмитажа, куратор выставки. / Телеканал Санкт-Петербург. 19 января 2023.
- «Эрмитаж. Говорим и показываем». 100 лет эрмитажной библиотеке / Телеканал Санкт-Петербург. Корреспондент Лана Конокотина. 1 ноября 2018.
- «Эрмитаж. Говорим и показываем». В гостях Ольга Зимина, заместитель заведующего Научной библиотекой Государственного Эрмитажа. / Телеканал Санкт-Петербург. Ведущие: Марианна Дьякова и Михаил Спичка. Корреспондент Лана Конокотина. 7 ноября 2017.
- «Эрмитаж. Говорим и показываем». В гостях Евгений Платонов, заведующий Научной библиотекой Государственного Эрмитажа. / Телеканал Санкт-Петербург. Ведущие: Марианна Дьякова и Михаил Спичка. Корреспондент Лана Конокотина. 24 октября 2017.
- «Эрмитаж. Говорим и показываем». В гостях Евгений Платонов, заведующий Научной библиотекой Государственного Эрмитажа. / Телеканал Санкт-Петербург. Ведущие: Марианна Дьякова и Михаил Спичка. Корреспондент Лана Конокотина. 19 сентября 2017.